# Tätpackade kristallstrukturer

Jämförelse av hcp- och ccp-stapling

Det finns två reguljära tätpackade kristallstrukturer: hexagonalt tätpackad (hcp, hexagonally close packed) och kubiskt tätpackad (ccp, cubic close packed eller ofta fcc, face centered cubic, som dock egentligen avser det gitter som beskriver symmetrin hos ccp-strukturen). Man kan tolka dessa strukturer som olika staplingar av hexagonala skikt av hårda bollar (sfärer, kulor). Många grundämnen (de flesta metaller och ädelgaselement) kristallerar med dessa kristallstrukturer, men de passar även andra sfäriska byggstenar, såsom metan- och C60-molekyler.
Det finns egentligen oändligt många varianter på tätpackning, som alla bygger på stapling av tätpackade, hexagonala plan. Förutom staplingssekvenserna ABABAB... (hcp), och ABCABC... (ccp), förekommer även till exempel ABACABAC... hos några få grundämnen, medan mer högperiodiska eller helt slumpmässiga sekvenser är mer sällsynta.
Alla dessa strukturer har gemensamt att varje sfär är i kontakt med 12 närmaste grannar och att sfärerna upptar {\displaystyle {\frac {\pi }{3{\sqrt {2}}}}\simeq 0.74048.} av den totala volymen. Keplers förmodan är att detta är den tätast möjliga packningen för hårda bollar, vilket bevisades av Thomas Hales.
Även avstånden mellan skikten är lika i båda strukturer. Förhållandet av planavståndet till avståndet mellan närmaste grannar (sfärernas diameter) är √6/3 = 0,8165.